# ديفيد ماكغريغور روجرز
ديفيد ماكغريغور روجرز هو سياسي كندي، ولد في 23 نوفمبر 1772، وتوفي في 18 يوليو 1824.